# سادک (ناحیه پریبرام)
سادک (به چکی: Sádek) یک منطقهٔ مسکونی در جمهوری چک است که در ناحیه پریبرام واقع شده‌است.